# Tapos (Tigaraksa)
Tapos is een bestuurslaag in het regentschap Tangerang van de provincie Banten, Indonesië. Tapos telt 7249 inwoners (volkstelling 2010).